# Sandra Gamarra Heshiki
Sandra Gamarra Heshiki (Lima, 1972) és una artista peruana que resideix a Espanya. La seva obra explora els mecanismes del món de l'art i els llegats colonials.  A través de tècniques d'apropiació i treball d'arxiu, utilitza diversos mitjans, com la pintura, les instal·lacions, el vídeo, l'escultura i els textos.
Va ser guardonada el 2024 amb la Medalla d’Or al Mèrit en les Belles Arts.

## Trajectòria
Entre 1990 i 1997, va estudiar a la Facultat d'Art de la Pontifícia Universitat Catòlica del Perú (PUCP) i, el 2003, es va doctorar a la Facultat de Belles Arts de la Universitat de Castella-la Manxa.
L'any 2002 va fundar el LiMac – Museu d'Art Contemporani de Lima, un museu itinerant amb seu inicial a Lima i coordinat per Antoine Henry-Jonquères. L'objectiu del projecte és oferir als visitants una visió global dels projectes artístics que influeixen i transformen la ciutat, utilitzant tècniques d'apropiació i treball arxiu.
El 2009, va representar el Perú a la Biennal de Venècia i, l'any següent, a la Biennal de São Paulo. La seva obra explora la intersecció entre la memòria personal i col·lectiva, centrant-se en l'anàlisi de l'apropiació cultural i les dinàmiques de la violència colonial i cultural. El 2021, va inaugurar l'exposició Buen gobierno, una reflexió sobre el colonialisme de l'Imperi espanyol i la noció d'alteritat, així com el seu impacte en les concepcions de l'art.  Abans de la seva inauguració, la Conselleria de Cultura de la Comunitat de Madrid, com a responsable institucional de l'exposició, va intentar pressionar Gamarra perquè eliminés els termes "racisme" i "restitució".

Gamarra ha reflexionat sobre el paper de l'artista i la memòria en la seva obra amb aquestes paraules:
| « | Mi trabajo está dividido en dos vertientes: Una la de mi propio imaginario y por otra, la utilización del imaginario de otros artistas. Pero también me he dado cuenta de que mi imaginario estaba ya dentro de los otros. Cuando lo uso, es todo una continua reproducción de mi propio imaginario, por lo que, a fin de cuentas, yo soy también mi propio artista. | » |

L'any 2024 va representar a Espanya a la Biennal de Venècia, sota la responsabilitat d'Agustín Pérez Rubio. L'any 2023 va participar en la 16a Biennal de Cuenca (Equador), sota el comissariat de Ferran Berenblit. La seva obra es troba en les col·leccions d'institucions com el MoMA, Tate Gallery, Museu d'Art do Rio, MACBA, Museu Pati Herreriano,MUSAC,MALI o la Col·lecció Caja Madrid.

## Exposicions

### Exposicions individuals

#### 2001-2010
- Living Room – Punts Cardinals, Sala Luis Miró Quesada Garland, Lima (2001)[16]

- Souvenir, Galeria Wu edicions, Lima (2002)

- Visita Guiada, Casa de América, Madrid (2003)
- Curso por correspondencia, Galeria Wu edicions, Lima (2003)

- Recent Works, Galeria Juana d'Aizpuru, Madrid (2004)[17]

- Nuevas adquisiciones, Galería Lucía de la Puente, Lima (2006)
- Gabinete, Galería Juana d'Aizpuru, Madrid (2006)
- Adquisiciones brasileñas, Galeria Leme, São Paulo (2006)

- De la A a la K, Aldaba arte, Mèxic DF (2007)

- Milagros, Galeria Leme, São Paulo (2008)

- Selección natural, Galeria OMR, México DF (2009)
- The Guest, Rotwand, Zuric (2009)
- La ilusión del uso, Galería Lucía de la Puente, Lima (2009)

- En orden de aparición, Galería Juana d'Aizpuru, Madrid (2010)

#### 2011-2021
- At the Same Time, Bass Museum of Art, Miami (2011)
- Mantos, Galería Leme, São Paulo (2011)

- Verónica, Galería Carmen Araujo, Caracas (2012)
- Usted està aquí, Capital Europea de la Cultura, Guimarães (2012)
- Autoretrato / Historia natural, Galería Lucía de la Puente, Lima (2012)

- Blanca, Galeria Juana de Aizpuru, Madrid (2013)
- Blanca, Palacio Molina, Cartagena (2013)

- La Quadrature du Cercle, Studio Sandra Recio, Ginebra (2014)
- Buen gobierno, sala Alcalá 31, Madrid[18][19]

### Exposicions col·lectives[20]
2005
- Andén 12: Heterónimos, Conde Duque, Madrid, Espanya
- Emergencias, MUSAC, Lleó (Castella i Lleó), Espanya
- Still Life, Museo de Arte de Lima, Lima, Perú
- Itinerarios, Fundación Marcelino Botín, Santander, Espanya

2006
- Tinta, Galería Leme, São Paulo, Brasil
- Urbe y Arte, Museo de la Nación, Lima, Perú

2007
- 10° 00 S .76° 00 W, Galería Leme, São Paulo, Brasil
- Tròpics, Goethe-Institut, Brasília, Brasil
- Relíquias y Ruinas, Goethe-Institut, Rio de Janeiro, Brasil.

2008
- Pipe, Glass, Bottle of Rum: The Art of Appropriation, MoMA, Nova York, EE. UU.
- Located Work, La Casa Encendida, Madrid, Espanya
- A propósito del espacio, Espacio OTR, Madrid, Espanya

2009
- 31° Panorama de arte Brasileira, Museo de arte moderno, São Paulo, Brasil
- Micromuseo: Lo impuro y lo contaminado III, Triennal de Xile, Santiago, Xile
- Mundus Novus, Pabellón IILA de 53° Biennal de Venècia, Venècia, Itàlia
- Lectures transversals de la colección fundación Marcelo Botín, Fundación Botín, Santander, Espanya
- Die Tropics, National Gallery, Ciutat del Cap, Sud-àfrica

2010
- Há sempre un copo de mar para um homem navegar, XXIX Biennal de São Paulo, São Paulo, Brasil
- Modelos para armar, MUSAC, Lleó, Espanya
- Sinergias, MEIAC, Badajoz, Espanya
- Rendez View, Darsa Comfort, Zuric, Suïssa

2011
- An Other Place, Galerie Lelong, Nova York, EE. UU.
- Kunst und Institution, Kunstlerhaüs Wien, Viena, Àustria
- Fiction and Reality, MMOMA, Moscou, Rússia
- The end of history… and the return of history painting, MMKA, Arnhem, Països Baixos
- Arte al Paso, Estación Pinacoteca, São Paulo, Brasil
- Informe País, Centro Cultural Gabriela Mistral, Santiago, Xile
- XI Biennal de Cuenca, Cuenca, Equador

2012
- Colección: El crimen fundacional, MUCA ROMA, Méxic D.F, México
- Setting the scene, Tate Modern, Londres, Regne Unit
- ¿Y qué si la democracia ocurre?, Galería 80 m², Lima, el Perú
- Ensayos Autónomos, Espacio OTR, Madrid, Espanya
- Selección del archivo Restos Impresos, LiMAC, Madrid, Espanya

2013
- Mentes sospechosas, Galería Vermelho, São Paulo, Brasil
- Identitad, A Window in Berlin, Berlin, Alemanya
- Siluetas y retratos de mujer, Galería Pepe Cobo, Lima, el Perú
- Colección los Bragales, Biblioteca central y archivo histórico de Cantabria, Santander, Espanya
- De Madonna a Madonna, Centre d'Art Domus Artium, Vigo, Espanya
- On Painting, Centro Atlántico de Arte Moderno, Las Palmas, Espanya

2014
- Contra/cto, 3+1 Art contemporània, Lisboa, Portugal
- Horror vacui, Espai Líquido, Gijón, Espanya

2015
- ARCO, Madrid, Espanya